# Messanges (Landes)
Messanges ist eine französische Gemeinde mit 1038 Einwohnern (Stand: 1. Januar 2022) im Département Landes in der Region Nouvelle-Aquitaine. Sie gehört zum Arrondissement Dax und zum Kanton Marensin-Sud.

## Geographie
Die Gemeinde liegt rund 150 Kilometer südlich von Bordeaux und 45 Kilometer nördlich von Biarritz im Landes de Gascogne. Zur Gemeinde Messanges gehören auch zwei Strände der Atlantikküste am Golf von Biskaya.
Nachbargemeinden sind Moliets-et-Maa im Norden, Azur im Osten, Soustons im Südosten und Vieux-Boucau-les-Bains im Süden.

## Bevölkerungsentwicklung
| Jahr                       | 1962 | 1968 | 1975 | 1982 | 1990 | 1999 | 2008 | 2017 |
| Einwohner                  | 362  | 362  | 431  | 507  | 521  | 647  | 953  | 968  |
| Quellen: Cassini und INSEE |      |      |      |      |      |      |      |      |